# هلفيلة صرودية
هلفيلة صرودية (الاسم العلمي: Helvella alpestris) هي نوع من الفطريات يتبع جنس الهلفيلة من الفصيلة الهلفيلية.